# Andante

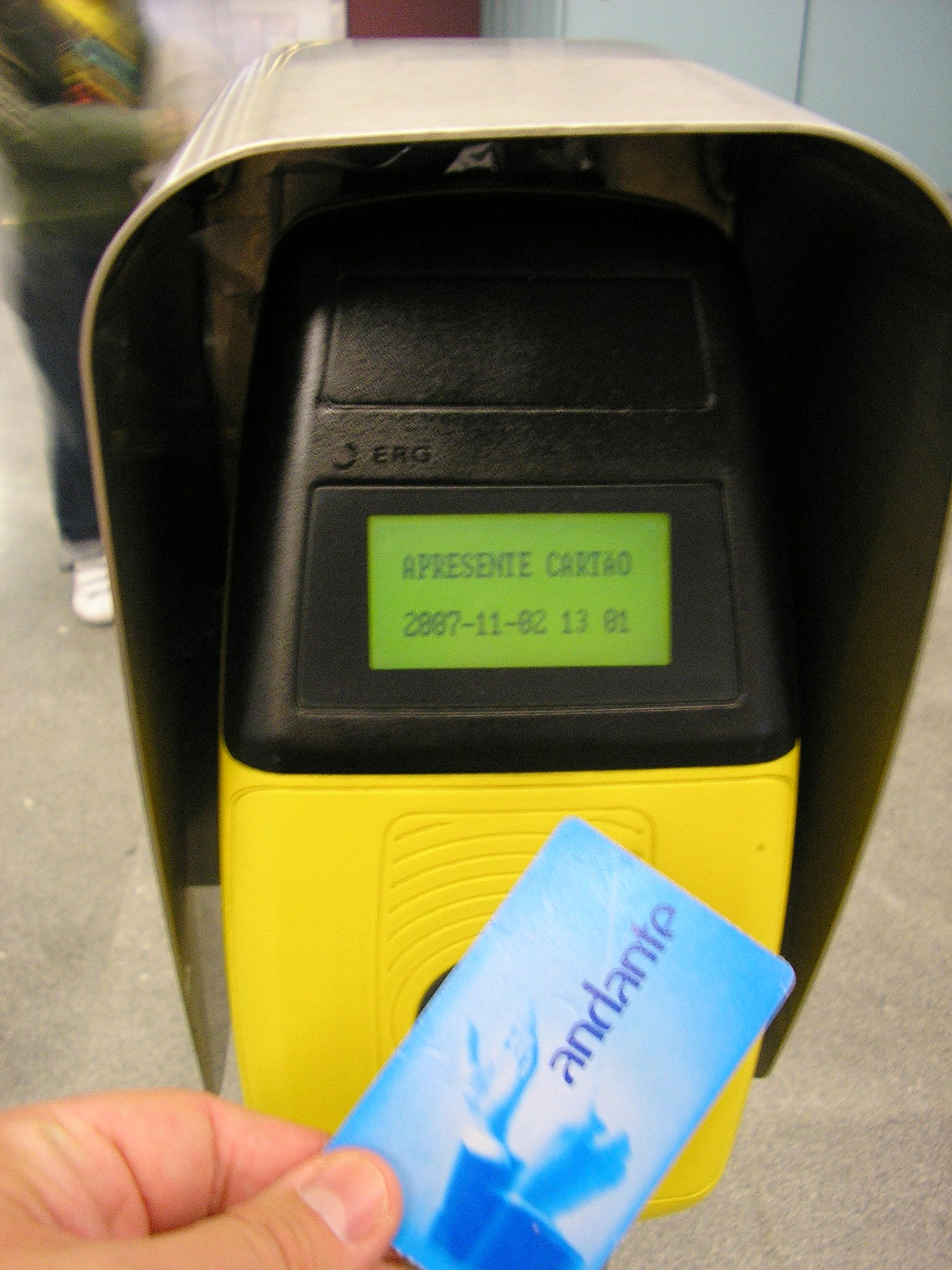
Validação de um cartão Andante numa estação do Metro do Porto.

Andante é o sistema de bilhética intermodal usado nos transportes da Área Metropolitana do Porto, em Portugal. É gerido pela TMP - Transportes Metropolitanos do Porto.

## Funcionamento
Existem dois tipos de cartões andante: em papel azul (ocasional) e o PVC" (mais utilizado com assinatura mensal).
O cartão azul pode ser recarregado com títulos (viagens) que variam entre z2 e z12, dependendo do número de zonas da deslocação. O Andante PVC é um passe de assinatura mensal em que é possível circular vezes ilimitadas durante um mês nas zonas da assinatura. Ambos os formatos do cartão Andante funcionam por radiocomunicação usando a norma ISO 14443, necessitando de contacto físico com a máquina de validação. O sistema instalado no Porto foi o primeiro a nível mundial a utilizar cartões sem contacto para utilizadores ocasionais. Dentro do Andante PVC existem alguns tarifários sociais como:
- 4_18@escola.tp válido para estudantes entre os 4 e os 18 anos inclusive, que oferece um desconto de 60% para quem é beneficiário do escalão A na Ação Social Escolar e 25% para quem beneficia do escalão B.
- Sub23@superior.tp válido para estudantes que frequentem o ensino superior entre os 19 e os 23 anos inclusive oferecendo um desconto de 60% a quem beneficiar de Ação Social no Ensino Superior e 25% a quem não beneficiar.
- "Estudante" válido para qualquer estudante em qualquer grau de ensino até aos 26 anos inclusive oferecendo um desconto de 25%.
- "Tarifário Social+ A" válido para quem usufruir do Rendimento Social de Inserção ou Complemento Solidário para Idosos e oferece um desconto de 50%.
- "Tarifário Social+ D" válido para quem se entre a usufruir do Subsidio de Desemprego ou Subsidio Social de Desemprego e oferece desconto de 25%.
- Tarifário Social+ RP válido para Reformados/Pensionistas oferecendo desconto de 25%.
- Tarifário Social+ Famílias válidos para agregados familiares com baixos rendimentos oferecendo desconto de 25%.
- Sénior válido a partir dos 65 anos oferecendo um desconto de 25%.
- Junior válido até aos 13 anos oferecendo um desconto de 25%.

## Aplicação de telemóvel
A aplicação dispõe de uma funcionalidade em regime pós-pago, em que o passageiro pode viajar em todos os transporte da rede Andante com um cartão virtual, validando cada viagem com o telemóvel. Ao final do mês, e através de um algoritmo, a aplicação calcula qual o melhor tarifário para o utilizador, cobrando o valor mais baixo.

## Carregamento por telemóvel
O carregamento de qualquer cartão Andante pode ser feito através do telemóvel a partir de abril de 2024. Ao encostar o passe mensal ou o cartão ocasional em papel na parte de trás de um smartphone com a aplicação Anda instalada, a tecnologia NFC, – que permite os pagamentos contactless –, fará a leitura de ambos os títulos de transporte, permitindo carregá-los.
A renovação da mensalidade também poderá ser feita através do telemóvel e em qualquer lugar, deixando de ser necessária a deslocação a uma máquina de venda ou loja Andante.

## Transportes aderentes
- Metro do Porto (6 linhas)
- STCP - Autocarros do Porto (todas as Linhas)
- CP - Urbanos do Porto - entre Trofa, Valongo, Ermesinde, São Bento, Espinho e Leça do Balio (5 linhas)
- STCP - Elétricos do Porto (apenas o Andante PVC com as zonas correspondentes)
- UNIR Mobilidade (439 Linhas)
- Transportes Alternativos da Trofa

## Obrigatoriedade
Passou a ser obrigatório o uso do Andante em CP, Metro e STCP, assim como nas linhas de operadores privados onde o Andante é válido a partir de 1 de Janeiro de 2012.